# Diane Guerrero
Diane Guerrero, née le 21 juillet 1986 dans le New Jersey, est une actrice de télévision et de cinéma américaine d'origine colombienne. 
Elle se fait connaitre du grand public, grâce aux séries télévisées Orange Is the New Black (2013-2019), Jane the Virgin (2014-2019) et Superior Donuts (2017-2018).
Depuis 2019, elle est l'un des premiers rôles de la série fantastique Doom Patrol.

## Biographie

### Enfance et formation
Diane est née dans le New Jersey au sein d'une famille colombienne et a été élevée à Boston, dans le Massachusetts. À ses 14 ans, elle est élevée dans les quartiers Jamaica Plain et Roxbury, par d'autres familles colombiennes. En effet, en tant que seule membre de sa famille ayant la citoyenneté, étant née aux États-Unis, ses parents et son frère sont expulsés vers la Colombie car ils n'étaient pas américains. Elle développe rapidement un intérêt particulier pour la comédie. Elle fréquente l'académie des arts de Boston et s'illustre également dans le domaine de la musique. 
Elle se produit avec un groupe de jazz tout en poursuivant ses études de sciences politiques et de communication. En 2010, elle apparaît dans le clip vidéo Face du chanteur Louie Bello. Son premier emploi est dans un cabinet d'avocats. 
À l'âge de 24 ans, elle décide d'entamer sa carrière dans le milieu du divertissement. En 2011, elle s'installe à New York et étudie le théâtre au studio Susan Batson, elle rencontre son agent artistique, Josh Taylor.

### Carrière

#### Débuts et révélation télévisuelle
Elle fait ses armes à la télévision, en décrochant des petits rôles pour les séries télévisées : Body of Proof, Pushing Dreams, Ma femme, ses enfants et moi, Person of Interest et Blue Bloods. Parallèlement, à ses premières expériences, elle perce également au cinéma en jouant, essentiellement, dans des productions indépendantes et des courts métrages. 

Logo de la série télévisée Orange Is the New Black.

En 2013, elle participe aux castings de Devious Maids, série créée par Marc Cherry, popularisé par Desperate Housewives, mais elle décroche son premier rôle important dans la série Orange Is the New Black, ce qui lui permet d'accéder à la notoriété publique. Il s'agit de l'une des deux premières séries produites par Netflix avec House of Cards, elle rencontre un succès important. Elle est l'une des séries les plus plébiscitées par le public et la critique de ces dernières années. Elle a, par exemple, remporté des prix lors de la cérémonie des Screen Actors Guild Awards et lors des Emmy Awards (l'équivalent des Oscars pour la télévision). La série est considérée comme un show peu conventionnel qui libère les clichés sur les femmes et l'univers carcéral. 
En 2014, elle obtient un second rôle dans le film Emoticon ;), adaptation cinématographique du roman du même nom. Son interprétation est saluée par la critique, notamment par The Hollywood Reporter et l'ensemble du casting est récompensé lors du Gen Art Film Festival.   

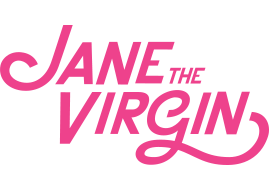
Logo de la série télévisée Jane the Virgin.

Cette même année, elle intègre un autre show télévisé, la série Jane the Virgin. La série parle de la vie complètement folle et digne d'une telenovela de Jane Villanueva, une jeune femme qui enfant, avait fait à sa grand-mère très pieuse la promesse de rester vierge jusqu'au mariage, mais qui se retrouve, à la suite d'une erreur médicale, accidentellement inséminée artificiellement. Pari réussi pour Guerrero puisque le show rencontre un franc succès et est également salué par la profession lors de prestigieuses cérémonies de remises de prix.  
En 2015, elle est choisie pour tenir le rôle-titre d'une série développée par CBS, Super Clyde, mais le projet est finalement abandonné. L'actrice continue sur sa lancée et obtient un rôle secondaire dans le drame Peter and John aux côtés de l'actrice britannique Jacqueline Bisset et incarne le premier rôle féminin du court métrage Loves Comes Later. 
En 2016, l'actrice joue dans la comédie musicale indépendante Happy Yummy Chicken aux côtés de Taryn Manning et Emma Myles, ses partenaires d'Orange Is the New Black.   
Dans le même temps, elle commence à collaborer avec les studios CBS sur un projet d'adaptation de son roman à la télévision. Elle devait y tenir l'un des rôles principaux et travailler  avec une partie de l'équipe de production de Jane the Virgin. En 2018, le projet a été racheté par la FOX avant de finalement rejoindre la chaîne Freeform, sous la forme d'un remake de la série La Vie à cinq. Toujours en partenariat avec CBS, elle devait aussi être la tête d'affiche d'une série intitulée Distefano, une comédie romantique avec Annie Potts, mais le projet ne dépasse finalement pas le stade de pilote.  
En 2017, elle quitte la distribution principale des séries Orange Is the New Black et Jane The Virgin au profit de la série télévisée comique Superior Donuts, dans le rôle de Sofia. Mais la série est annulée à l'issue de cette seconde saison.   
En 2019, elle fait son retour à la télévision dans un premier rôle, pour la série télévisée d’action Doom Patrol adaptée du personnage DC Comics, Doom Patrol, dans laquelle elle incarne le personnage de Crazy Jane. Il s’agit d’un spin-off de la série Titans, les deux séries se situant dans le même univers. Ce rôle lui vaut sa première citation personnelle, pour l'Imagen Awards de la meilleure actrice de télévision.  
Dans le même temps, elle réapparaît dans la cinquième et dernière saison de Jane the Virgin afin de clore les intrigues autour de son personnage. Elle est aussi de retour dans la septième et dernière saison d'Orange is the New Black, pour clore l'arc narratif de son personnage Maritza Ramos.
Au cinéma, elle rejoint le drame biographique The Godmother (en) avec Catalina Sandino Moreno et Olivier Martinez, puis, elle est annoncée à l'affiche du thriller indépendant Killerman aux côtés de Liam Hemsworth, qui est présenté au Fantasia Film Festival 2019, avant une sortie dans les salles en août 2019.
En 2021, elle doublera la voix de Isabela Madrigal, "Señorita Perfecta Isabela" pour le film d'animation Disney Encanto. Elle fera aussi de nombreuses représentation en live accompagné des autres doubleurs et doubleuse de la fantastique famille Madrigal.

### Vie privée
En 2016, l'actrice publie un livre sur la douloureuse histoire de sa famille, intitulé In The Country We Love : My Family Divided, qu'on peut traduire Dans Le Pays Qu’on Adore : Ma Famille S’est Brisée. Elle y raconte l’enlèvement de sa famille, du jour au lendemain et explique que son père l'avait préparé à une telle éventualité. En réponse à ceux qui lui demandent pourquoi elle a décidé de rester aux États-Unis, l'actrice répond : 

« Les gens me demandent souvent pourquoi je n’ai pas décidé de rejoindre ma famille, mais je suis une citoyenne américaine. Les États-Unis, c’est le seul endroit que je connais. J’ai décidé de rester et de faire en sorte que mes parents soient fiers de ce que je suis devenue. »

## Filmographie

### Cinéma

#### Courts métrages
- 2011 : Ashley/Amber de Rebecca Rojer : Ashley
- 2012 : Saved by the Pole de Jonisha Rios : la princesse
- 2015 : Love Comes Later de Sonejuhi Sinha : rôle inconnu

#### Longs métrages
- 2011 : Festival de Brett Leigh et Michael R. West : mannequin numéro 2
- 2011 : Beyond Control de Patrick Jerome : Tasha
- 2012 : Open Vacancy de Patrick Jerome : Tatiana
- 2014 : Emoticon ;) de Livia De Paolis : Amanda Nevins
- 2014 : My Man Is a Loser de Mike Young : Malea
- 2015 : Peter and John de Jay Craven : Lucia
- 2016 : Happy Yummy Chicken de Anna Loyd Bradshaw : Cheryl Davis
- 2019 : Killerman de Malik Bader : Lola

Prochainement
- The Godmother de Daniela C. Cretu : Eva

### Télévision

#### Séries télévisées
- 2011 : Body of Proof : Sara Gonzales (saison 1, épisode 8)
- 2011 : Pushing Dreams : Lynette Melendez
- 2012 : Are We There Yet? : Stacey (saison 3, épisode 35)
- 2013 : Person of Interest : Ashley (saison 3, épisode 1)
- 2013 : Blue Bloods : Carmen (saison 3, épisode 23)
- 2014 : Taxi Brooklyn : Carmen Lopez (saison 1, épisode 2)
- 2015 : Super Clyde : Maddy (pilote pour CBS non retenu)
- 2013 - 2019 : Orange Is the New Black : Maritza Ramos (rôle récurrent - 57 épisodes)
- 2014-2017 et 2019  : Jane the Virgin : Lina Stillman (rôle récurrent - 24 épisodes)
- 2017-2018 : Superior Donuts : Sofia (saison 2, 21 épisodes)
- 2018 : Distefano de Pamela Fryman : Izzy (pilote non retenu)
- 2019-2023 : Doom Patrol : Crazy Jane (rôle principal - en production)
- 2020  : Legends of Tomorrow : Crazy Jane (saison 5, épisode 1)

## Doublage

### Films d'animation
- 2019 : Justice League vs. the Fatal Five de Sam Liu : Jessica Cruz / Green Lantern (voix)
- 2021 : Encanto : Isabela Madrigal (voix)

### Séries d'animation
- 2018-2019 : Elena d'Avalor : Vestia (voix, 5 épisodes)

### Jeux vidéo
- 2013 : Grand Theft Auto V : population locale (voix)

## Distinctions
Sauf indication contraire ou complémentaire, les informations mentionnées dans cette section proviennent de la base de données IMDb.

### Récompenses
- Gen Art Film Festival 2013 : Meilleure distribution pour Emoticon ;)
- 21e cérémonie des Screen Actors Guild Awards 2015: meilleure distribution pour une série télévisée comique pour Orange Is the New Black
- 22e cérémonie des Screen Actors Guild Awards 2016 : meilleure distribution pour une série télévisée comique pour Orange Is the New Black
- 23e cérémonie des Screen Actors Guild Awards 2017 : meilleure distribution pour une série télévisée comique pour Orange Is the New Black

### Nominations
- 24e cérémonie des Screen Actors Guild Awards 2018 : meilleure distribution pour une série télévisée comique pour Orange Is the New Black
- Imagen Awards 2019 : meilleure actrice de télévision pour Doom Patrol[20]